# Capital Cities
I Capital Cities sono un duo indie pop statunitense formatosi nel 2009 a Los Angeles, California, formato da Ryan Merchant e Sebu Simonian.

## Storia del gruppo
Formatosi attraverso un'inserzione online, il duo ha presto cominciato a scrivere alcuni jingle pubblicitari per poi decidere di intraprendere una vera e propria carriera discografica con il nome Capital Cities.
Nel 2011 iniziano una collaborazione con Napoleon, pseudonimo di Simon Mills, che porta alla creazione di Postcards e Two Timin' My Mind, registrate per l'album Napoleon (2011), e di alcuni remix del gruppo: New Town Crier (Napoleon Remix), inclusa in una delle due versioni USA di Kangaroo Court EP, Safe and Sound (Napoleon Remix), pubblicata sul profilo ufficiale di Mills il 17 maggio 2011, e Patience Gets Us Nowhere Fast (Napoleon Remix) per la Deluxe Edition di In a Tidal Wave of Mystery.
Uno dei loro primi lavori è la canzone Beginnings ma mai pubblicata su disco. Poi i due si sono fatti notare dalla major Capitol Records, con la quale hanno firmato un contratto nel 2012.
il 12 giugno 2012 esce Offering (Capital Cities Remix) di Ernest Saint Laurent feat. Tatiana Heintz.
Hanno raggiunto il successo internazionale grazie al singolo Safe and Sound, pubblicato per la prima volta in Capital Cities EP e in seguito contenuto nel loro album di debutto In a Tidal Wave of Mystery uscito il 4 giugno 2013. Dal disco è stato estratto anche il singolo Kangaroo Court.
Nell'ottobre del 2013, insieme alla Band Fitz e The Tantrums hanno pubblicato una canzone di mash-up intitolato Kangaroo League, unendo Kangaroo Court, Safe and Sound e Out of My League di Fitz and The Tantrums, per promuovere il tour congiunto "Bright Futures" dei due gruppi.
Nel 2017 tornano in studio per registrare l'EP di inediti Swimming Pool Summer EP, pubblicato il 7 luglio 2017.Tra i vari artisti partecipanti c'è anche il trio italiano The Ceasars.
Il 3 agosto 2018 dopo aver lanciato cinque singoli in poche settimane, alcuni già suonati come inediti ai concerti dal 2016 vedi Space ultimo singolo e Venus & River, il duo annuncia anche il nome del secondo album in studio Solarize, pubblicato il 10 agosto 2018. Solarize include lavori precedenti come Vowels già parte della colonna sonora del videogioco FIFA 2017 e le canzoni 1,2,4, di Swimming Pool Summer EP.

## Formazione
- Ryan Merchant - voce, tastiere (2009-presente)
- Sebu Simonian - voce, tastiere (2009-presente)

Turnisti
- Manuel Quintero - basso
- Nick Merwin - chitarra
- Spencer Ludwig - tromba
- Justin Thomas - vibrafono
- Aaron Prather - batteria

## Discografia

### Album in studio
| Titolo                     | Dettagli                                                                                             | Posizione massima | Posizione massima | Posizione massima |
| Titolo                     | Dettagli                                                                                             | US                | AUT               | GER               |
| -------------------------- | --- | ----------------- | ----------------- | ----------------- |
| In a Tidal Wave of Mystery | - Pubblicazione: 4 giugno 2013 - Etichetta: Lazy Hooks, Capitol - Formati: CD, LP, Download digitale | 66                | 2                 | 75                |
| Solarize                   | - Pubblicazione: 10 agosto 2018 - Etichetta: Lazy Hooks, Capitol - Formati: Download digitale        |                   |                   |                   |

### EP
| Titolo                  | Dettagli                                                                               |
| ----------------------- | -------------------------------------------------------------------------------------- |
| Safe And Sound Remix EP | - Pubblicazione: 1º febbraio 2011 - Etichetta: Lazy Hooks - Formati: Download digitale |
| Capital Cities EP       | - Pubblicazione: 7 giugno 2011 - Etichetta: Lazy Hooks - Formati: CD, 12″              |
| Kangaroo Court EP       | - Pubblicazione: 17 dicembre 2013 - Etichetta: Lazy Hooks - Formati: Download digitale |
| Swimming Pool Summer EP | - Pubblicazione: 7 luglio 2017 - Etichetta: Lazy Hooks - Formati: Download digitale    |

### Singoli
| Anno | Titolo                           | Posizione massima | Posizione massima | Posizione massima | Posizione massima | Posizione massima | Posizione massima | Posizione massima | Album                                     |
| Anno | Titolo                           | US                | US Alt.           | US Rock           | AUT               | CAN               | GER               | SWI               | Album                                     |
| --- | -------------------------------- | ----------------- | ----------------- | ----------------- | ----------------- | ----------------- | ----------------- | ----------------- | ----------------------------------------- |
| 2010 | Beginnings                       | —                 | —                 | —                 | —                 | —                 | —                 | —                 | Nessun album                              |
| 2011 | Safe and Sound                   | 15                | 1                 | 2                 | 2                 | 11                | 1                 | 8                 | In a Tidal Wave of Mystery                |
| 2012 | Kangaroo Court                   | —                 | —                 | —                 | —                 | —                 | —                 | —                 | In a Tidal Wave of Mystery                |
| 2013 | I Sold My Bed, But Not My Stereo | —                 | —                 | —                 | —                 | —                 | —                 | —                 | In a Tidal Wave of Mystery                |
| 2014 | One Minute More                  | —                 | —                 | —                 | —                 | —                 | —                 | —                 | In a Tidal Wave of Mystery Deluxe Edition |
| 2016 | Vowels                           | —                 | —                 | —                 | —                 | —                 | —                 | —                 | Solarize                                  |
| 2018 | My Name Is Mars                  | —                 | —                 | —                 | —                 | —                 | —                 | —                 | Solarize                                  |
| 2018 | Venus & River                    | —                 | —                 | —                 | —                 | —                 | —                 | —                 | Solarize                                  |
| 2018 | Levitate                         | —                 | —                 | —                 | —                 | —                 | —                 | —                 | Solarize                                  |
| 2018 | Just Say When                    | —                 | —                 | —                 | —                 | —                 | —                 | —                 | Solarize                                  |
| 2018 | Space                            | —                 | —                 | —                 | —                 | —                 | —                 | —                 | Solarize                                  |
| "—" significa che il singolo non è arrivato in classifica oppure che non è stato pubblicato in quel territorio. |                                  |                   |                   |                   |                   |                   |                   |                   |                                           |